# Euophrys rufa
Euophrys rufa es una especie de araña saltarina del género Euophrys, familia Salticidae. Fue descrita científicamente por Dyal en 1935.
Habita en Pakistán.